# Ric Flair
Richard Morgan "Ric" Fliehr (25 de febrero de 1949), más conocido por su nombre en el ring de Ric Flair, es un exluchador profesional estadounidense que estuvo ligado con la WWE. Flair ha cultivado un legado como uno de los más grandes luchadores profesionales de todos los tiempos, con una carrera que abarca 50 años. Es conocido por sus tiempos con la National Wrestling Alliance (NWA), la World Championship Wrestling (WCW), la World Wrestling Federation (WWF, después de WWE), y la Total Nonstop Action Wrestling (TNA). 16 títulos mundiales 
Flair es reconocido oficialmente por la WWE, la TNA, y Pro Wrestling Illustrated (PWI) como 16 veces campeón mundial (ocho veces NWA World Heavyweight Champion, seis veces WCW World Heavyweight Champion, y dos veces WWF Champion) siendo el luchador con más reinados en la historia de la lucha libre junto a John Cena, hasta el año 2025, en donde fue superado por este último. El número real de sus reinados del campeonato del mundo varía según la fuente, que van desde 16 a 25 títulos. Como una de las atracciones de pay-per-view a lo largo de su carrera, ha protagonizado algunos de los eventos más importantes de la lucha como WrestleMania de la WWE, y participó en la lucha principal de sus equivalentes de NWA/WCW Starrcade en diez ocasiones. PWI otorgó a Flair el premio al luchador del año en seis ocasiones, mientras Wrestling Observer Newslette nombró a Flair como el luchador del año en nueve ocasiones. Es el primer luchador en ser dos veces miembro del Salón de la Fama de la WWE en la historia, primero instalado en 2008 por su trayectoria individual y por segunda vez en 2012 como miembro de los Cuatro Jinetes, también es miembro del Salón de la Fama de la NWA. En la WCW, también tuvo dos periodos como Booker - desde 1989-1990 y nuevamente en 1994.
Flair fue el primer Campeón Mundial Peso Pesado de la WCW, después de haber sido galardonado con el título tras la fusión de la WCW con la NWA en 1991. Con esto, se convirtió en el primer Campeón de Tres Corona de la WCW al ser galardonado con el título. Ha sido seis veces Campeón de los Estados Unidos (cinco veces NWA United States Heavyweight Championship y una vez WCW United States Heavywight Championship), además, de ser seis veces Campeón del Mundo en Parejas (tres veces NWA World Tag Team Championship y tres veces World Tag Team Championship) En 2005, se convirtió en Campeón de Tres Corona de la WWE, cuando ganó WWE Intercontinental Championship, después de haber sido titular del Campeonato de la WWF, así como el Campeonato Mundial en Parejas. La cantidad total reconocidos oficialmente (por la WWE, la TNA y PWI) son 16 campeonatos del mundo y seis reinados como Campeón de los Estados Unidos, además Flair ha ganado un total de 31 grandes campeonatos diferentes entre la NWA, WCW y WWF/E, con numerosos títulos regionales también en su haber.

## Primeros años
Fliehr nació el 25 de febrero de 1949 en Memphis, Tennessee. Sus padres originales eran Luther y Olive Phillips, el último de los cuales también se le atribuyó los apellidos de DeMaree y Stewart; su nombre de nacimiento se considera comúnmente como Fred Phillips, incluso si también se le menciona en varios registros como Fred DeMaree o Fred Stewart. El propio Fliehr reconoce en su autobiografía que no conoce su nombre de nacimiento. Fue adoptado por Kathleen Kinsmiller Fliehr (1918–2003) y Richard Reid Fliehr (1918–2000). Los Fliehrs decidieron adoptar debido a que Kathleen no pudo quedar embarazada después de dar a luz a una hija que murió poco después.

## Carrera

### American Wrestling Association (1972-1974)
Bajo la tutela de Josh Klemme y Billy Robinson, Flair asistió al primer campamento de lucha libre de Gagne, con Greg Gagne, Jim Brunzell, Iron Sheik y Ken Patera en invierno de 1971. Flair conoció a Patera mientras trabajaba como un bouncer tras dejar la escuela en 1968–69. Ambos vivieron juntos un tiempo en Minneapolis del Sur. Flair progresó rápidamente y, en diciembre de 1972, debutó en Rice Lake, Wisconsin, enfrentándose a George "Scrap Iron" Gadaski hasta que empataron a los 10 minutos, usando el nombre de "Ric Flair." Durante su época en la American Wrestling Association, tuvo combates contra Dusty Rhodes, André the Giant, Larry Hennig y Wahoo McDaniel.

### National Wrestling Alliance
En 1974, Flair salió de la AWA para ir a la Jim Crockett's Mid-Atlantic en la National Wrestling Alliance donde pronto consiguió su primer título, cuando venció a Paul Jones por el Mid-Atlantic TV Championship el 8 de febrero de 1975. El 4 de octubre de 1975, sin embargo, la carrera de Flair casi terminó cuando tuvo un grave accidente de aviación en Wilmington, Carolina del Norte que se cobró la vida del piloto y paralizando a Johnny Valentín (también estaban a bordo "Mr. Wrestling I" Tim Woods, Bob Bruggers, el promotor y David Crockett). Flair se rompió la espalda en tres lugares, y a la edad de 26, los médicos le dijeron que nunca volvería a luchar. Flair llevó a cabo un riguroso programa de terapia física, que le permitió regresar a los rings apenas seis meses más tarde, donde reanudó su rivalidad con Wahoo McDaniel en febrero de 1976. El accidente hizo que Flair cambiara su técnica de lucha libre que adoptara la imagen "The Nature Boy" que utilizaría a lo largo de su carrera.
El 29 de julio de 1977, Ric Flair ganó el NWA United States Heavyweight Championship cuando derrotó a Brasil Bobo y durante los siguientes tres años consiguió cinco veces ser el campeón de los Estados Unidos teniendo feudos con Ricky Steamboat, Roddy Piper, Mr. Wrestling II, Jimmy Snuka y Greg Valentine (con quien también formó equipo). Flair, sin embargo, consiguió ser de la élite cuando comenzó a referirse a sí mismo como "The Nature Boy", lo que provocó una rivalidad en 1978 con el original "Nature Boy" Buddy Rogers.

### Flair vs Jack Veneno
El 7 de enero de 1982, hubo un feudo histórico: Flair vs Jack Veneno, luchador de República Dominicana. Flair, por ese tiempo campeón mundial, y Veneno tuvieron dos luchas que pasarán a la historia.
A los 16 minutos de la pelea Flair contra Veneno, este último tenía prácticamente vencido a Ric Flair con su famosa llave "La Polémica" o la dormilona (Sleeper Hold), y al minuto 19 entró Relámpago Hernández, quien fuera rival de Veneno en el país, vestido de Santa Claus intervino en dicho combate a favor de Flair para de esta forma descalificar el combate. También intervino a favor de Veneno el luchador Técnico Sabud, hubo mucho disgusto de parte de la fanaticada por el desenlace de la pelea.
Ese mismo año Jack Veneno vence en el estadio Hiram Birthon de Puerto Rico al famoso luchador norteamericano Tommy Rich, para de esta forma lograr convertirse de nuevo en el retador número uno al título que ostentaba Flair. El 29 de agosto del mismo año Jack Veneno obtiene la revancha y la pelea vuelve a celebrarse en el país, esta vez Flair se vio acompañado en su esquina del famoso luchador norteamericano Roddy Pipper, explica flair en su biografía que todo estaba planeado para que pipper interfiriera en la lucha pero que al dirigirse este al cuadrilatero fue detenido por militares que se encontraban por seguridad en el lugar flair le advirtió a pipper con un gesto que no interviniera el combate estaba pactado a una caída y con límite de tiempo en los momentos finales del combate mientras Ric Flair se preparaba para aplicarle un suplex a Jack Veneno este último lo sorprende con un paquetito (roll up) al instante de iniciar el árbitro el conteo el tiempo se venció y sono la campana dando la lugar a que se pensara que veneno había ganado la pelea lo cual no fue cierto flair permitió que se declarara a veneno vencedor por lo enardecida que estaba la multitud al pensar a su ídolo vencedor y que se había convertido en el nuevo campeón de la NWA a su vez NWA nunca reconoció a jack veneno como campeón.

#### NWA World Heavyweight Championship (1981–1986)
El 17 de septiembre de 1981, Flair venció a Dusty Rhodes para proclamándose por primera vez NWA World Heavyweight Championship. En los años siguientes, Flair se estableció como la referencia principal de la promoción, en competencia a la emergente World Wrestling Federation de Vince McMahon. Con su ingenio y su estilo divertido en las entrevistas, Flair incorporó un papel del campeón mundial divertido, con su pelo rubio, las joyas elegantes, trajes de diseñador a medida y extravagantes batas y como movimiento final Figure Four Leglock. Durante todo este tiempo, Flair se burlaba de sus contrincantes con su famoso " Wooo!!", además de muchas frases famosas como " Para ser el mejor, tienes que vencer al mejor!" y "Si les gusto o no da igual, aprenderán a admirarme."
En 1982 Jack Veneno y Flair tuvieron una serie de combates. Veneno derrotó a Flair por el título mundial, pero la NWA no reconoció este cambio. Flair también tuvo combates con Ricky Steamboat a lo largo del año.
Harley Race le arrebató el título a Flair en 1983, pero Flair lo recuperó ese mismo año en Starrcade en Greensboro, Carolina del Norte en un Steel Cage Match. Tras esto tuvieron varios enfrentamientos más a principios de 1984 pero no se produjeron cambios en el cinturón.
Flair ganó el título de la NWA, oficialmente, ocho veces más en su carrera. Como campeón de NWA, Flair defendió su cinturón en el mundo entero. Perdió el título y lo recuperó en el intervalo de tres días en Nueva Zelanda en marzo de 1984. En el primer David Von Erich Memorial, en Texas, Flair fue vencido por Kerry Von Erich pero recuperó el título dieciocho días más tarde en Japón.
Su reinado duró dos años, dos meses, y dos días, perdiendo su título contra Dusty Rhodes el 26 de julio de 1986 en The Great American Bash. Dusty había sido un enemigo notable en la carrera de Flair, y ambos hombres comenzaron una famosa rivalidad después de que Flair ocasionara que Dusty Rhodes se rompiera la pierna el 29 de septiembre de 1985.
Flair recuperó el título dos semanas más tarde, haciendo varias defensas contra grandes oponentes como Harley Race, Ricky Steamboat, Roddy Piper, Kerry Von Erich, Jay Youngblood, Ronnie Garvin y Sting.

#### The Four Horsemen
En la primavera de 1985, el equipo formado por Ole Anderson y Arn Anderson comenzó a ayudar a Ric Flair (ellos dijeron que Flair era un primo) atacando a Dusty Rhodes, Magnum T.A., y Sam Houston. Unas semanas más tarde, los Andersons interrumpieron el combate de Houston contra Tully Blanchard, atacando a Houston con la ayuda de Blanchard, enviando un mensaje al resto de la NWA. A partir de ese momento Flair, Blanchard, y los Andersons formalizaron una alianza, llamándose The Four Horsemen, siendo el mánager J.J. Dillon. Desde el inicio quedó claro que The Four Horsemen eran diferentes a cualquier stable que hubiese existido. Los cuatro integrantes del grupo empezaron a intervenir en los combates de cualquiera de ellos, llegando a controlar la mayoría de los títulos de la NWA. Durante los siguientes años habría varias incorporaciones nuevas al grupo, tales como Lex Luger, Barry Windham, Dean Malenko, Chris Benoit e incluso Sting.

### World Championship Wrestling (1986–1991)

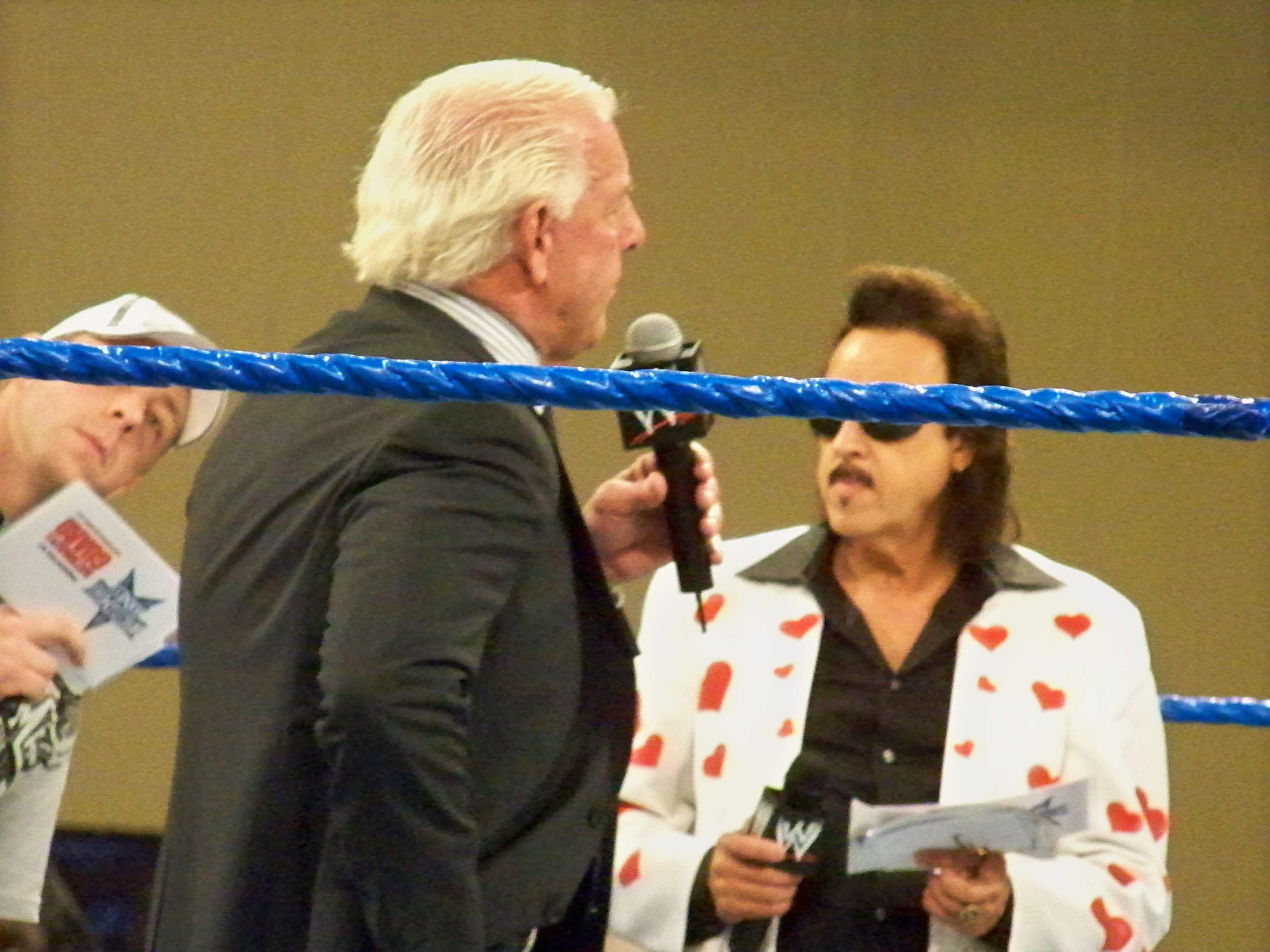
Flair junto a Jimmy Hart.

Hacia 1986, el promotor Jim Crockett había consolidó varias promociones conjuntas a la NWA una sola compañía, aunque quedaría bajo el nombre de National Wrestling Alliance. Jim Crockett estaba controlando la mayor parte de los territorios de la NWA en los Estados Unidos en la parte sudeste y del medio oeste y la amplió a escala nacional y construyó una promoción teniendo a Flair como campeón. Durante este tiempo, los bookeos a Flair fueron controlados por Crockett, quien le presentó como un campeón indiscutible y le creó un cinturón de campeón.
En 1987, Flair y Barry Windham tuvieron una serie de combates por el NWA World Championship. Flair se enfrentó a Windham en el torneo de Taza Crockett, donde Flair perdió por count out pero retuvo el título. Flair perdió el NWA World Championship en Detroit frente a Ron Garvin el 25 de septiembre de 1987.
A principios de 1988 Sting, a la que se veía como la futura estrella de la compañía, desafió a Flair a un combate en el evento Clash of Champions. Flair aceptó y lucharon en un plazo limitado de 45 minutos donde Flair consiguió retener el título. A finales de 1988, el por entonces booker Dusty Rhodes, propuso que Flair perdiera el NWA World Heavyweight Championship ante Rick Steiner en un combate por el título en Starrcade '88, ya que no se podía llegar a ningún acuerdo sobre el final del evento principal previsto entre él y Lex Luger. Flair sabía que Rhodes siempre conspiraba para hacerlo parecer un campeón débil, por lo que rechazó la idea y amenazó con dejar la WCW si Rhodes no era despedido. Finalmente, Rhodes fue despedido de la WCW.
Scott inmediatamente negoció para traer a la compañía a Ricky Steamboat para una serie de combates. El 20 de febrero de 1989, en el Chi-Town de Chicago, Steamboat venció a Flair para proclamarse nuevo NWA World Heavyweight Championship. Esto incitó una serie de nuevos combates, donde Steamboat fue presentado como un hombre de familia (a menudo acompañado por su esposa y el hijo de ambos), mientras que a Flair se le vio como una persona inmoral. El combate "2 falls 3" en Clash of the Champions VI: Ragin'Cajun duró sesenta minutos, y terminó con un discutido y Steamboat conservó el título.
Flair recuperó el título contra Steamboat el 7 de mayo en WrestleWar '89. Este combate es citado por los expertos como uno de los mejores combates de lucha libre en la historia y fue elegido en 1989 como "Combate del Año" por la revista Pro Wrestling Illustrated. Flair fue atacado por Terry Funk después del combate (en el que había ejercido de árbitro especial), cuando Flair rechazó conceder Funk un combate por el título, diciéndole que él había pasado demasiado tiempo en Hollywood, que se le había olvidado de luchar y que no era un contendiente cualificado para pelear por el título. El ataque alcanzó su conclusión cuando Funk realizó un "Piledriver" a Flair en la mesa de los comentaristas.
Meses más tarde, Flair "recuperado" volvió a la competición en un emocionante combate contra Funk en The Great American Bash. Los dos siguieron contendiendo en el verano, mientras Flair re-fundó The Four Horsemen, con la incorporación sorpresa de Sting, que había sido su rival durante mucho tiempo, para combatir al stable (equipo) J-Tex de Funk. Esto condujo a un "I Quit match" en Clash of the Champions IX: New York Knockout!. Antes del combate, Funk declaró que él estrecharía la mano de Flair si perdía. Una promesa que cumplió, cuándo Funk gritó, " Yes, I quit! " tras recibir de parte de Flair la Figure Four Leglock.
Tras esto Flair dio largas a Sting sobre su desafío para el NWA Championship, causando una contienda entre ellos. Tuvo que ser retrasado debido a unos problemas de rodilla que aquejaron a Sting, pasando la WCW a poner a Lex Luger como el contendiente principal hasta el regreso de Sting. El 7 de julio de 1990, Flair perdió el título ante Sting en The Great American Bash.
Después del desenmascaramiento como Black Scorpion en Starrcade de 1990, Flair recuperó el título ante Sting el 11 de enero de 1991 en la Ciudad de Nueva York. En Clash of the Champions del 30 de enero, Flair se enfrentó a Scott Steiner terminando en no contest (no realizado). El 21 de marzo de 1991 en Tokio, Tatsumi Fujinami derrota a Flair por el título en un combate polémico en WCW/New Japan Supershow. Mientras la NWA reconoció Fujinami como su nuevo campeón, la WCW no hizo lo mismo porque Fujinami tenía a Flair agarrado a la cuerda en una violación de reglas de la WCW. El 19 de mayo de 1991, Flair derrotó Fujinami en SuperBrawl en San Petersburgo, Florida para reclamar el título de la NWA y conservar el título de la WCW. Gracias a esto Flair se hizo NWA World Heavyweight Champion por octava vez, rompiendo el registro de Harley Race. El 14 de junio, en Clash of the Champions, Flair vence a Bobby Eaton en un combate two-out-of-three falls match.
En el verano de 1991, Flair tuvo una discusión sobre su contrato con el presidente de la WCW Jim Herd, que quería que Flair recortara su salario de forma sustancial. Herd había quitado a Flair como reclamo principal de la empresa en febrero de 1990 y había reducido su papel en la promoción, a pesar de que Flair era todavía una gran estrella para el público. Según Flair, Herd también propuso cambios en su aspecto (raparse el pelo, llevar un pendiente de diamante y cambiar su nombre por "Spartacus") para "adecuarse a los tiempos", una maniobra que fue comparada por Kevin Sullivan: "como si cambiará de equipo Mickey Mantle". (Mantle fue uno de los mejores jugadores de Béisbol de la historia, admirado por pasar toda su carrera en los Yankees de Nueva York ).
Flair no aceptó esas ideas, y dos semanas antes del The Great American Bash de 1991, Herd le despidió. La popularidad de Flair en la WCW fue probada durante su ausencia, ya que a menudo eran editado los programas por los cánticos de " ¡We want Flair!"
Aunque Flair había sido contratado por la WWF, él todavía era reconocido como el WCW World Champion, hasta el 1 de julio de 1991, cuando el título oficialmente fue declarado vacante. De todos modos este reinado no es reconocido por la NWA, amparándose en el combate perdido por Flair contra Tatsumi Fujinami el 21 de marzo de 1991 en Japón (en un non-WCW matchup).

### World Wrestling Federation (1991-1993)

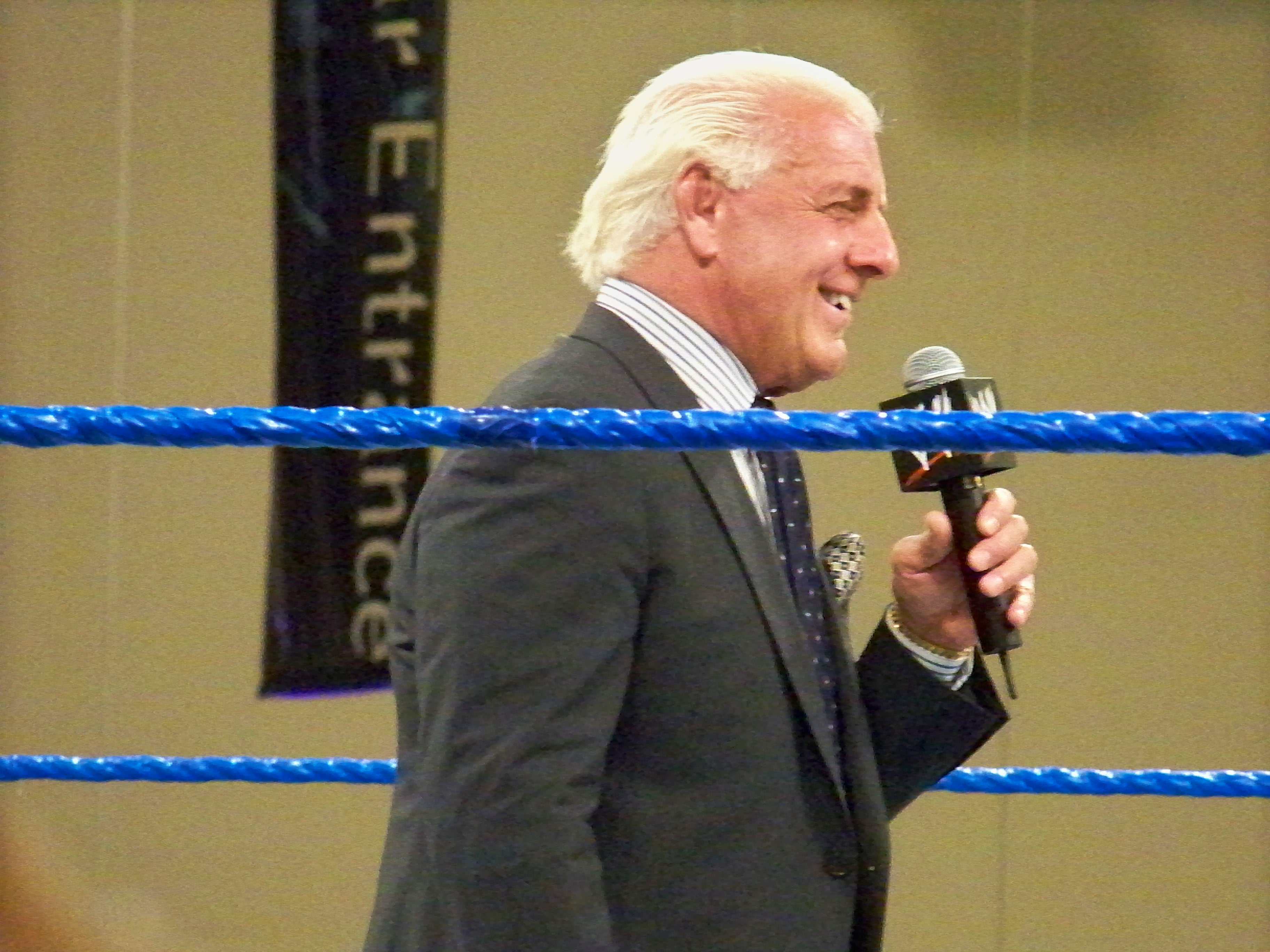
Flair en el WrestleMania XXV Fan Axxess.

Flair firmó con la World Wrestling Federation (WWF) en agosto de 1991 y comenzó a aparecer en la televisión el mes siguiente. Inicialmente, apareció en pantalla con el "Big Gold Belt", llamándose a sí mismo "El verdadero campeón mundial de los pesos pesados". La WCW demandó a Flair en un intento de recuperar el cinturón, pero Flair afirmó que el cinturón era de su propiedad ya que los $25.000 pagados como depósito a la NWA por el título no le habían sido devueltos cuando fue despedido. El asunto se resolvió durante ese año, con el depósito siendo devuelto a Flair.
Acompañado por su "asesor financiero" Bobby Heenan y su "consultor ejecutivo" Mr. Perfect, Flair desafió a diversos luchadores de la WWF como Roddy Piper y Hulk Hogan, enfrentándose a un equipo dirigido por Piper en Survivor Series 91 y ayudando a la victoria de Undertaker sobre Hogan por el Campeonato de la WWF esa misma noche.
En Royal Rumble 92, ganó el Rumble Match convirtiéndose en el campeón WWF en ese momento vacante. Flair salió en la tercera posición en el Rumble Match, estando 59 minutos sobre el ring, batiendo el récord existente hasta entonces. Eliminó Sid Justice con la ayuda de Hulk Hogan, que había sido eliminado por Justice segundos antes. Al proclamarse campeón, Flair igualó a Buddy Rogers como los únicos hombres que han ganado los títulos mundiales de la WWF y la NWA en su carrera. De paso estableció el récord como el luchador que más rápido ha logrado ganar el título después de su debut, tomándole solo 132 días.
La storyline planificada con Hogan se suprimió debido a la separación de Hogan y la WWF después el escándalo de los esteroides. Randy Savage retó a Flair para el WWF Championship en WrestleMania VIII. En el storyline, Flair provocaba a Savage alegando que había tenido una relación con la esposa de este, Elizabeth, y que tenía las fotos para demostrarlo (que más tarde se reveló que se habían retocado). Savage derrotó a Flair por el título en WrestleMania. En julio de 1992, Savage estaba preparado para defender el título contra Ultimate Warrior en SummerSlam. Flair y Mr. Perfect atacaron a ambos durante el combate, lesionando la rodilla de Savage. Una lesión que Flair aprovechó para recuperar el título en un combate con Savage el 1 de septiembre.
Su segundo reinado fue de corta duración, perdiendo el cinturón contra Bret Hart el 12 de octubre de 1992. Flair se unió con Razor Ramón para enfrentarse a Savage y Mr. Perfect en Survivor Series de 1992. Tras perder un Loser Leaves the WWF match contra Mr Perfect en un Monday Night Raw, Flair apareció en el Royal Rumble 93 (aunque el combate contra Mr Perfect había sido grabado seis días antes, no se emitía hasta la noche siguiente) y, a continuación cumplió sus House Shows restantes, haciendo su última aparición el 10 de febrero de 1993, antes de regresar a la WCW.
En The Ultimate Ric Flair Collection DVD, Flair describe su primera etapa en la WWF como "el mejor año y medio de mi carrera, aparte del tiempo que he pasado con Arn Anderson y The Four Horsemen."

### World Championship Wrestling (1993-2001)

#### 1993-1996
Flair regresó a la WCW en febrero de 1993.
Flair fue brevemente campeón NWA World Heavyweight por décima vez después de derrotar a Barry Windham, antes de que la WCW finalmente abandonara la NWA en septiembre de 1993. La WCW tenía previsto que Sid Vicious se enfrentara a Vader por el WCW World Title en Starrcade 93, pero Sid fue despedido después de una violenta pelea en la vida real con Arn Anderson en Londres. Flair le sustituyó en el combate, que se celebró en Charlotte, Carolina del Norte. El combate fue pactado a que si Flair perdía, se retiraría del wrestling. El combate terminó con Flair utilizando una combinación de chop y roll sobre el gigante Vader para ganar el título.
En junio de 1994, Flair derrotó a Sting en un combate para reunificar los cinturones de WCW International World Heavyweight Championship y WCW World Championship. Tras esto Flair tuvo un enfrentamiento con Hulk Hogan a la llegada de este a la WCW en junio de 1994, perdiendo el WCW World Championship en julio en Bash at the Beach. Flair perdió un combate de retiro contra Hogan en Halloween Havoc, y tomó libres unos meses antes de regresar como luchador y gerente a tiempo parcial en 1995.
Él y Randy Savage reanudaron las hostilidades cuando Savage llegó a la WCW a finales de 1994, comenzando y terminando el enfrentamiento por casi dos años cada vez que uno de los dos ganaba el WCW World Championship. Flair derrotó a Savage en un Steel Cage Match en SuperBrawl VI para ganar el título mundial de la WCW, traicionando Elizabeth a Savage en favor de Flair. Flair también derrotó a Konnan el 7 de julio en Bash at the Beach para ganar el Campeonato de los Estados Unidos. Él lo dejó vacante en noviembre de ese año debido a una lesión del brazo.

#### 1996-1997
Flair desempeñó un papel importante en el New World Order, historia que comienza a finales de 1996 y durante todo el año 1997. Él y The Four Horsemen a menudo tomaban la iniciativa en la guerra contra Scott Hall, Kevin Nash, y Hollywood Hogan. Flair tuvo un enfrentamiento con Roddy Piper, Syxx, y su viejo némesis, Curt Hennig, en 1997, después Hennig se ofreció para formar parte de The Four Horsemen con el único fin de enfrentar a Flair con el resto del stable.

#### 1998-2001
En abril de 1998, Flair se ve envuelto en una controversia con el presidente de la WCW Eric Bischoff cuando no aparece en un evento televisado. Bischoff había colocado a Flair en el evento sólo tres días antes, cuando Flair había solicitado anteriormente el tiempo libre esa noche libre para ver a su hijo Reid competir en un importante torneo de lucha greco-romana.
Hizo un regreso sorpresa el 14 de septiembre de 1998 a la ceremonia de refundación de The Four Horsemen (junto con Steve McMichael, Dean Malenko y Chris Benoit). Flair tuvo un enfrentamiento con Bischoff durante varios meses, culminando en un First Blood cage match en Uncesored contra Hulk Hogan, estando la Presidencia de Bischoff y el cinturón de la WCW Heavyweight Championship de Hogan en juego. A pesar de ser el primero en sangrar, Flair ganó el combate gracias a un árbitro parcial Charles Robinson. Como nuevo "presidente", Flair comenzó a abusar de su poder tanto como había hecho Bischoff, favoreciendo a sus heels favoritos e incluso concediendo el WCW United States Heavyweight Championship a su hijo David, recurriendo a cualquier medio necesario para mantenerle como campeón. Flair formó un stable que incluyó Roddy Piper, Arn Anderson, Jersey Triad para mantener las cosas en orden.
El tiempo como presidente llegó a su fin el 19 de julio en Nitro, cuando perdió frente a Sting la Presidencia de la WCW. En el transcurso del combate, Sting puso a Flair en su Scorpion Deathlock rindiéndose Flair, pero con el árbitro inconsciente no se pudo tomar la decisión. Eric Bischoff llegó al ring y ordenó que sonara la campana, que finalmente lo hizo.
Flair ganó el Campeonato Mundial de la WCW dos veces durante el año 2000, último año completo de funcionamiento de la WCW. Cuando la WCW fue comprada por la WWF en marzo de 2001, Flair fue el líder del grupo heel llamado Magnificent Seven. Durante el último episodio de Nitro pronunció un discurso acerca de la grandeza de la empresa. Más tarde esa misma noche, Flair perdió el último combate en la historia Nitro frente a Sting el 26 de marzo de 2001. Sin embargo, Flair ha declarado repetidas veces en diversas entrevistas lo feliz que fue cuando la WCW finalmente cerró, aunque al mismo tiempo fue triste que mucha gente se quedara sin sus puestos de trabajo.

### World Wrestling Federation / Entertainment (2001-2009)

#### 2001-2002

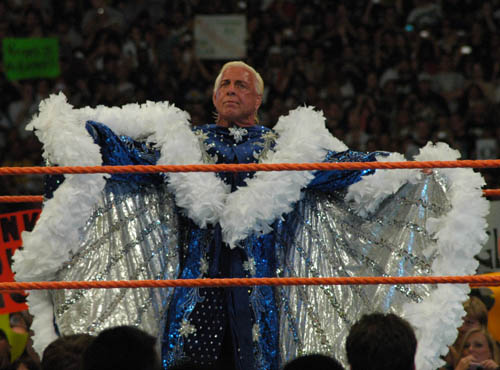
Flair haciendo su entrada en WrestleMania XXIV.

Después de un tiempo alejado del wrestling, Flair regresó a la WWF en noviembre de 2001 después de 8 años en la WCW, bajo el papel de copropietario de la empresa. Flair reapareció de repente, tras el final de la "WCW / ECW Invasión", que culminó en un combate en Survivor Series, en el que bando ganador se quedaba con todo y en la cual la WWF ganó. La explicación para que Flair fuera nombrado copropietario fue que Shane y Stephanie McMahon había vendido sus partes de la empresa a un tercero, que resultó ser Ric Flair, antes de adquisición de la WCW y la ECW por parte de McMahon. Flair tuvo una rivalidad con Vince McMahon que les llevó a un combate Street Fight en Royal Rumble, donde Flair derrotó a McMahon. En No Way Out, Flair intervino en el combate entre The Rock y Undertaker para contrarrestar la interferencia de McMahon, ayudando a The Rock a ganar. Esto hizo que The Undertaker y Flair comenzaran un feudo y Undertaker retase a Flair a un combate. En un principio, Flair rehusó luchar en WrestleMania X8 y, debido a esto, Undertaker atacó al hijo de Flair, David Flair. Ric Flair aceptó la lucha contra Undertaker para que este no atacara a su hija, en ese entonces se trataba de Charlotte Flair. Entonces en WrestleMania X8, Flair enfrentó a The Undertaker en un combate sin descalificación, donde Flair salió derrotado a pesar de las interferencias de Arn Anderson. Tras esto el ángulo de ser el "co-propietario" de la WWE culminó a principios de 2002, cuando McMahon consiguió el control de SmackDown! y Flair mantuvo controlado RAW. El 1 de abril, el primer show de Flair como propietario de la marca RAW fue un éxito, presentando a Triple H con un nuevo diseño de su Título y recontrató a Steve Austin, pero al finalizar el show, él y McMahon fueron víctimas de un "Stunner" de Austin. Esto hizo que tuviera una rivalidad con Austin, siendo el Árbitro especial en Backlash en el combate entre The Undertaker y Austin por una oportunidad al Campeonato Indiscutible, dándole la victoria a The Undertaker a pesar de que durante el conteo Austin tenía la bota en la cuerda. A pesar de esto, Flair se unió a Show para ayudar a Austin a enfrentar a Kevin Nash y Scott Hall, pero Show y Flair traicionaron a Austin el 6 de mayo, uniéndose a nWo y cambiando a Heel. Show y Flair entraron en feudo con Austin, siendo Flair el Árbitro especial del combate entre Show y Austin en Insurrextion, en el cual Austin ganó. En Judgment Day, Show y Flair enfrentaron a Steve Austin en un Handicap Match, siendo derrotados a pesar de las intervenciones de X-Pac. El 3 de junio en RAW, Flair fue derrotado por Austin en un combate donde el perdedor debía ser el asistente personal del vencedor. Sin embargo, a la semana siguiente esto no sucedió luego que Austin se fuera de la WWE y entonces Flair enfrentó a Mr. McMahon en un combate donde el ganador sería el propietario total de la WWE, saliendo derrotado en un No Holds Barred Match tras la interferencia de Brock Lesnar.

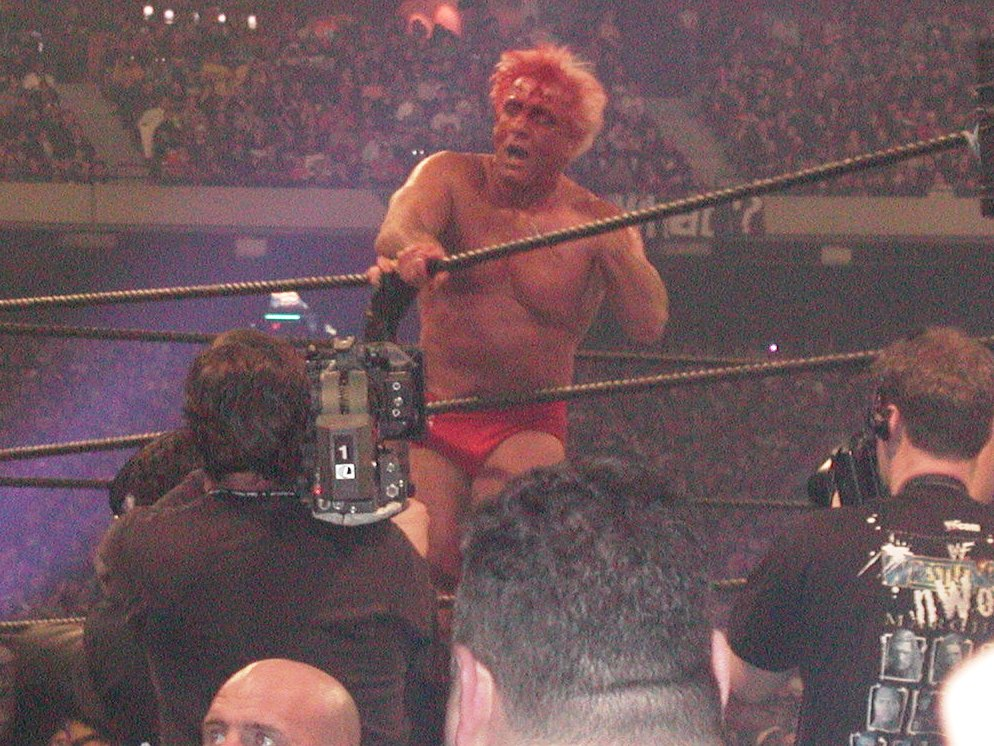
Flair en WrestleMania X8.

Flair luego cambió a Face al ser atacado la semana siguiente por Eddie Guerrero & Chris Benoit, empezando un feudo. En King of the Ring, Flair venció a Guerrero tras la intervención de Bubba Ray Dudley para contrarrestar las intervenciones de Benoit. Tras esto tuvo un corto feudo con Brock Lesnar, siendo brutalmente derrotado por él en RAW el 1 de julio. El 15 de julio, fue derrotado junto a Rob Van Dam por Brock Lesnar y The Undertaker. Tras esto, comenzó un feudo con Chris Jericho, derrotándolo en SummerSlam. Luego que Jericho se convirtiera en Campeón Intercontinental, Flair tuvo un combate por el Título de Jericho en Unforgiven, siendo derrotado. Esa misma noche, cambió a Heel al ayudar a Triple H a retener su Campeonato Mundial Peso Pesado contra Rob Van Dam. Desde ese entonces, Flair ejerció de Mánager de Triple H. En No Mercy, Flair enfrentó a Van Dam, siendo derrotado. En ese mismo evento, intervino a favor de Triple H ayudándole el Title Unification Match frente a Kane atacando a The Hurricane. En Survivor Series, no pudo impedir que Triple H perdiese el Título frente a Shawn Michaels enmla primera Elimination Chamber. Al mismo tiempo, Flair ayudó a Batista a conseguir 2 victorias sobre Kane el 25 de noviembre en RAW y en Armageddon, evento donde Triple H recuperó el Campeonato Mundial Peso Pesado frente a Michaels en un Three Stages of Hell Match.

#### 2003
Iniciando el 2003 Triple H, Flair, Batista y Randy Orton formaron el stable "Evolution". Esta alianza representaba el pasado (Flair), el presente (Triple H) y el futuro (Randy Orton y Batista). Evolution ayudó a Triple H durante su feudo con Scott Steiner, aunque Flair fue atacado Steiner con el mazo luego que Triple perdiera por descalificación en Royal Rumble, lo que ocasionó que Triple H retuviera el Título. En No Way Out, Flair acompañó a Triple H, quien logró retener exitosamente el Título frente a Steiner. Luego de que Batista y Randy Orton se lesionaran, Triple H y Ric Flair mantuvieron vivo Evolution. Flair ayudó a Triple H durante su feudo con Booker T y Goldust, ayudándole a retener su Campeonato frente a Booker en WrestleMania XIX. En Backlash, Flair, Triple H & Chris Jericho derrotaron a Booker, Shawn Michaels & Kevin Nash. Al día siguiente, Flair & Triple H enfrentaron a Kane & Rob Van Dam por los Campeonatos Mundiales en Parejas, pero fueron derrotados tras la intervención de Kevin Nash.
En Judgment Day, Flair acompañó a Triple H a su combate frente a Kevin Nash que iba acompañado de Shawn Michaels. Nash ganó el combate por descalificación y Flair con Michaels se atacaron, comenzando una rivalidad. Sin embargo, al día siguiente cambió a Face al revelarse en contra de Triple H y enfrentarlo por el Campeonato Mundial Peso Pesado, siendo derrotado. Sin embargo, Flair como Face no duraría mucho, luego que la semana siguiente atacara a Michaels durante un Handicap Match donde era equipo de Michaels contra Triple H, volviendo a Evolution y regresando a ser Heel. En Insurrextion, Flair acompañó a Triple H en su combate Street Fight Match contra Kevin Nash por el Campeonato Mundial Peso Pesado, donde Flair contrarrestó la presencia de Michaels al lado de Nash y ayudó a Triple H a retener el Título. Su feudo con Michaels llegó a su fin en Bad Blood, donde Flair venció a Michaels tras interferecia de Randy Orton, que volvió de su lesión y se volvió a unir a Evolution. En SummerSlam, Flair y Orton ayudaron a Triple H a retener su Título en la Elimination Chamber. Paralelamente, Flair tuvo un corto feudo con Maven, enfrentándose el 1 de septiembre junto a Triple H & Randy Orton contra Goldberg, Shawn Michaels y Maven, siendo derrotados. En Unforgiven, Flair acompañó a Randy Orton que derrotó a Shawn Michaels. El 13 de octubre, Flair atacó a Maven tras su combate frente a Rico. El 20 de octubre en RAW, Flair enfrentó a Maven ganando el combate. Durante ese tiempo, Flair y Orton ayudaron a Triple H en su feudo con Goldberg, durante el cual Batista regresó y volvió a Evolution. El 27 de octubre, Flair & Orton enfrentaron a Garrison Cade & Mark Jindrak, pero fueron derrotados tras la interferencia de Maven. En Survivor Series, Flair, Orton & Batista trataron de interferir a favor de Triple H en su combate contra Goldberg, pero fue atacados por él y Triple H no pudo recuperar el Título. En su mayor esplendor, Evolution conquistó todos los títulos de hombres en RAW en Armageddon 2003. Ric Flair junto con Batista ganaron los Campeonatos Mundiales de Parejas al ganar una Turmoil Match tras eliminar a los Dudley Boyz, Randy Orton capturó el Campeonato Intercontinental, y Triple H reconquistó el Campeón Mundial de Peso Pesado, con ayuda de Flair, Orton y Batista.

#### 2004
Iniciando el año, Flair & Batista entraron en feudo con los Dudley Boyz (Bubba Ray Dudley & D-Von Dudley). Batista & Flair enfrentaron a los Dudley Boyz el 5 de enero en RAW por los Campeonatos, reteniéndolos con ayuda de Triple H. En el Royal Rumble, Flair y Batista retuvieron el campeonato frente a los Dudley Boyz en un Tables Match, al igual que frente a Chris Jericho & Christian el 2 de febrero en RAW. Sin embargo, el 16 de febrero fueron derrotados por Booker T & Rob Van Dam, perdiendo el campeonato Luego de esto, Evolution entró en feudo con Mick Foley. En WrestleMania XX, Evolution (Flair, Orton & Batista) derrotaron a The Rock 'n' Sock Connection (The Rock & Mick Foley). El 22 de marzo, Flair & Batista recuperaron los Campeonatos Mundiales en Parejas tras derrotar a Booker T & Rob Van Dam. Posteriormente comenzó un feudo con el recién llegado Shelton Benjamin, siendo derrotado. Al día siguiente, Flair & Batista perdieron los Campeonatos en Parejas cuando Chris Benoit & Edge los derrotaron en RAW. La semana siguiente, Batista & Flair tuvieron su revancha por los Campeonatos contra Benoit & Edge, pero nuevamente fueron derrotados. En Bad Blood, Flair ayudó a Randy Orton a retener el Campeonato Intercontinental frente a Shelton Benjamin.
Luego que Eugene fuera colocado como el quinto miembro de Evolution, Flair & Eugene enfrentaron a La Résistance por los Campeonatos Mundiales en Parejas en Vengeance, pero perdieron por descalificación luego que Eugene empujara al árbitro. En el mismo evento, Flair y Batista trataron de interferir a ayudar a Triple H en su combate por el Campeonato Mundial Peso Pesado contra Chris Benoit, pero accidentalmente Eugene causó su derrota. Esto hizo que Triple H se enfeudara con Eugene y Ric Flair por ende se enfeudó con el amigo de Eugene, William Regal. En SummerSlam, Flair acompañó a Triple H que derrotó a Eugene, a pesar de que Flair se atacó con Regal. Al día siguiente, Flair, Batista & Triple H traicionaron a Randy Orton quien había retenido el Campeonato Mundial Peso Pesado frente a Benoit. Una semana después, Flair se enfrentó a William Regal siendo derrotado. Batista & Flair entonces se enfeudaron con Chris Benoit & William Regal, siendo derrotados por ellos en Unforgiven. En el mismo evento junto a Batista ayudaron a Triple H a ganar el Campeonato Mundial Peso Pesado frente a Randy Orton. Dicha acción provocó que Flair entrara en feudo con Randy Orton, siendo derrotado por Orton en Taboo Tuesday en un Steel Cage Match. Sin embargo el 25 de octubre, Flair derrotó a Orton en la revancha con ayuda de Triple H. En Survivor Series, Flair acompañó a Batista y Triple H que junto a Gene Snitsky y Edge formaban el Team Triple H, sin embargo Flair fue expulsado del ring por el árbitro y el Team Orton (Orton, Maven, Chris Jericho y Chris Benoit) ganó el combate de lucha de eliminación clásica y como resultado los miembros del Team Orton manejaron por 4 semanas RAW, lo que afectó a Evolution.

#### 2005
En New Year's Revolution, Flair y Batista ayudaron a Triple H a recuperar el Campeonato Mundial Peso Pesado en la Elimination Chamber. Flair participó en el Royal Rumble entrando como el #30, en el cual su compañero Batista ganó. Flair y Triple H semana a semana trataron de que Batista no retara a Triple H y trataron de que Batista retase al Campeón de la WWE JBL en Wrestlemania 21, pero igual Batista retó a Triple H abandonando Evolution y ganó a pesar de que Flair interfiriera en el combate. Luego Flair siguió ayudando a Triple H a tratar de recuperar el Campeonato en Backlash y Vengeance en un Hell in a Cell Match, pero Batista retuvo las 2 veces.
Después de Vengeance, Triple H no apareció en televisión para descansar por varias lesiones y entonces Evolution no continuó por ese tiempo. El 27 de junio en RAW, Flair se hizo Face teniendo un pequeño feudo con Kurt Angle, siendo derrotado por él ese día. Luego empezó un feudo con el Campeón Intercontinental Carlito luego de que le escupiera una manzana en su segmento Carlito's Cabana. En Unforgiven, Flair derrotó a Carlito consiguiendo el Campeonato Intercontinental. Al día siguiente, Flair retuvo de forma exitosa su Campeonato frente a Carlito.
El 3 de octubre en RAW Homecoming, Triple H hizo su regreso e hizo equipo con Flair derrotando a Carlito y Chris Masters. Sin embargo después del combate, Triple H le atacó con un mazo, disolviendo Evolution y comenzando ambos un feudo. Flair enfrentó a Triple H en Taboo Tueday en un Steel Cage Match, ganando el combate y reteniendo el Campeonato Intercontinental. El 7 de noviembre, Flair retuvo su Campeonato frente a Rob Conway, pero tras el combate fue atacado por Triple H. Su feudo con Triple H terminó en Survivor Series en un Last Man Standing Match que acabó con la derrota de Flair tras ser golpeado por su mazo en un combate sin el Título en juego. Luego el 5 de diciembre tras un escándalo que tuvo con un peatón, Edge usó su segmento "The Cutting Edge" para burlarse de Flair, comenzando ambos un feudo.

#### 2007
Luego de que Spirit Squad se disolviera continuó un feudo con el exlíder Kenny Dykstra teniendo varias derrotas, una de ellas en New Year's Revolution frente a Dykstra. Flair participó en el Royal Rumble siendo eliminado por Edge con ayuda de Dysktra. El 26 de febrero, su pupilo Carlito derrotó a Dykstra y tras el combate Flair aplaudió a Carlito.
Flair comenzó el trabajo en equipo con Carlito después de decirle que no tenía corazón. Flair derrotó a Carlito en un combate en RAW dándose este cuenta que Flair tenía razón. Luego el 5 de marzo Flair se enfrentó a Carlito en un combate para clasificar al Money in the Bank  empatando ambos debido a ser atacados por The Great Khali. Luego Flair vuelve a tener la oportunidad de clasificar al Money in the Bank enfrentándose a Carlito y a Randy Orton ganando este último en un Elimination Match. El 19 de marzo, nuevamente Carlito y Flair tuvieron la última oportunidad de clasificar al Money in the Bank participando en una Battle Royal, pero Flair fue eliminado por Carlito y Edge terminó ganando el combate. Después Flair y Carlito derrotaron a Chavo Guerrero y Gregory Helms en el Dark Match de Wrestlemania 23. La siguiente noche compitieron en la Battle Royal en equipos por los Campeonatos Mundiales en Parejas, pero no lograron ganar. Luego se enfrentaron contra Lance Cade & Trevor Murdoch en un combate para ser el aspirante número uno a los Campeonatos Mundiales en Parejas, pero fueron derrotados. Después de semanas de conflictos entre Flair y Carlito, el equipo se disolvió cuando Carlito atacó a Flair durante un combate. En Judgment Day, Flair derrotó a Carlito con la Figure Four Leglock.
El 11 de junio en RAW, Flair fue drafteado a SmackDown! como parte del WWE Draft 2007. Tuvo una breve amistad con Montel Vontavious Porter (MVP) aunque luego este le atacó, comenzando ambos un feudo. Flair y MVP se enfrentaron en Vengeance: Night of Champions por el Campeonato de los Estados Unidos en donde perdió y no consiguió ganar el título. Luego unió sus fuerzas a las de Batista en su rivalidad contra The Great Khali, resultando "lesionado" durante un combate contra este el 10 de agosto.
Tras un período de tres meses de ausencia, Flair regresó a RAW en la edición del 26 de noviembre de para anunciar que él "nunca se jubilaría". Vince McMahon salió al cuadrilátero junto a Flair, anunciando que el próximo combate que perdiera Flair daría lugar a su forzada jubilación. Para empezar, esa misma noche, Flair debía enfrentarse al Campeón de la WWE Randy Orton, poniendo así por primera vez su carrera en juego. Flair derrotó a Orton después de una distracción de este provocada por Chris Jericho. A finales de año Flair ganó combates con su carrera en juego contra oponentes como Umaga el 17 de diciembre y Triple H el 31 de diciembre.

#### 2008
A principios de año tuvo feudos con superestrellas como el campeón de los Estados Unidos MVP y Mr. Kennedy quienes manifestaron querer ser los que le retiraran, derrotando en Royal Rumble a MVP en un combate sin el Título en juego y en No Way Out derrotando a Mr. Kennedy. El 25 de febrero luego de que Shawn Michaels venciera a Lance Cade por descalificación, Flair llegó y desafió a Michaels a un combate en WrestleMania XXIV con la carrera de Flair en juego, aceptando Michaels.
El 17 de marzo en RAW, Flair tuvo que defender su carrera frente a Mr. McMahon en un Street Fight, lucha que ganó debido a la interferencia de Shawn Michaels. El 29 de marzo de 2008, Flair fue inducido en el WWE Hall of Fame como parte de la clase de 2008 por Triple H. Esto le convirtió en el único luchador en activo incluido en el Hall of Fame. El día siguiente, Flair tuvo el último combate de su carrera en WrestleMania XXIV en Orlando, Florida, al perder contra Shawn Michaels en un muy emotivo enfrentamiento. Al siguiente RAW fue despedido entre aplausos por sus excompañeros de The Four Horsemen, su familia, el roster de la WWE y el público.

#### Apariciones esporádicas (2009, 2012)

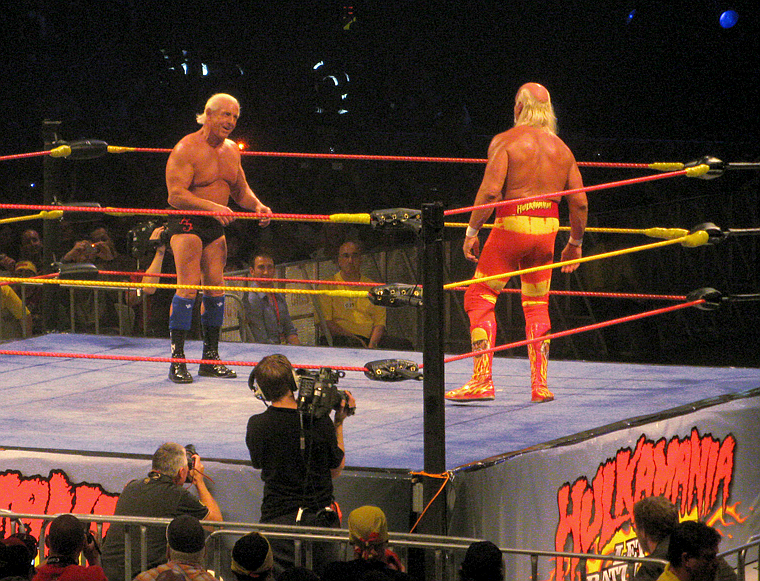
Flair enfrentando a Hulk Hogan en la Hulkamania Tour en 2009.

En marzo del 2009 comenzó junto a Jimmy Snuka, Roddy Piper y Ricky Steamboat un feudo con Chris Jericho, acompañando a los tres a su pelea contra Jericho en WrestleMania XXV, perdiendo las leyendas la lucha. Tras la pelea, Flair subió al ring e intentó atacar a Jericho, pero este le golpeó, siendo Flair salvado por Mickey Rourke. Luego, en Judgment Day, salvó a Batista de una paliza de The Legacy (Randy Orton, Cody Rhodes & Ted DiBiase). Pero tres semanas después en RAW se enfrentó a Randy Orton en un Street Fight Match donde Orton le pateó la cabeza a Flair tras encerrarse los 2 en la Steel Cage, impidiendo así que Batista le salvara.

### Total Nonstop Action Wrestling (2010-2012)

#### 2010
El 4 de enero de 2010 hizo una aparición en TNA como heel en la lucha entre Kurt Angle y A.J. Styles. Luego, durante Genesis, ayudó a Styles a retener el Campeonato Mundial Peso Pesado de la TNA al darle el título, con el cual golpeó a Angle. Luego le adoptó como su pupilo. En el siguiente episodio de TNA iMPACT!, Flair anunció que iba a hacer AJ Styles en el próximo Nature Boy. Flair comenzó también la gestión de Beer Money, Inc. (Robert Roode & James Storm) y de Desmond Wolfe, formando una alianza. Flair empezó un feudo con Hulk Hogan, enfrentándose él y Styles a Hogan & Abyss en una pelea por equipo ganando Hogan y Abyss cuando este cubrió a Styles. Luego, en el regreso de Jeff Hardy salvó Abyss y Hogan de una paliza a manos de Flair, Styles y Beer Money, Inc. En Lockdown el equipo Flair (Sting, Wolfe Desmond, Robert Roode y James Storm) fue derrotado por el equipo de Hogan (Abyss, Jeff Jarrett, Jeff Hardy y Rob Van Dam) en un Lethal Lockdown Match. En la edición del 26 de abril de Impact! Flair fue derrotado por Abyss en un combate, La semana siguiente, Hogan le dio el anillo a Jay Lethal, quien hizo una imitación de Flair. Flair, disgustado por esto, le atacó a pesar de que le devolvió el anillo, empezando un feudo con Lethal, mandando contra él a los miembros de su nuevo grupo Fortune.
Sin embargo, debido a que Styles perdió el Campeonato Mundial Peso Pesado y fue derrotado por Lethal en varias ocasiones, empezó a perder su respeto, centrándose en su nuevo alumno, Kazarian. Finalmente, se enfrentó a su rival Lethal en Victory Road, donde perdió Flair. Sin embargo, pidió su revancha, la cual se cobró el 5 de agosto, derrotando a Lethal en un Street Fight match debido a la ayuda de Douglas Williams. La semana siguiente Williams y Matt Morgan fueron añadidos a Fortune, atacado al estable EV 2.0, un stable formado por antiguos luchadores de la Extreme Championship Wrestling (ECW). En las semanas previas a Bound for Glory comenzó un feudo con Mick Foley. El 7 de octubre en iMPACT se enfrentó a Foley en un Last Man Standing Match siendo derrotado. En Bound for Glory Flair acompañó a los miembros de Fortune (A.J. Styles, Kazarian, Matt Morgan, James Storm y Robert Roode) quienes enfrentaban a los miembros EV 2.0 (Tommy Dreamer, Raven, Rhino, Sabu y Stevie Richards) en un Lethal Lockdown Match. Durante aquella pelea fue atacado por Mick Foley quien acompañaba a EV 2.0. Finalmente la pelea fue ganada por el equipo EV 2.0. El 14 de octubre Fortune formó una alianza con Hulk Hogan y Eric Bischoff creando Inmortal. El 18 de noviembre Flair regresó al ring enfrentándose a Matt Morgan, quien había sido expulsado de Fortune el mes anterior. En la pelea Flair fue derrotado.

#### 2011-2012

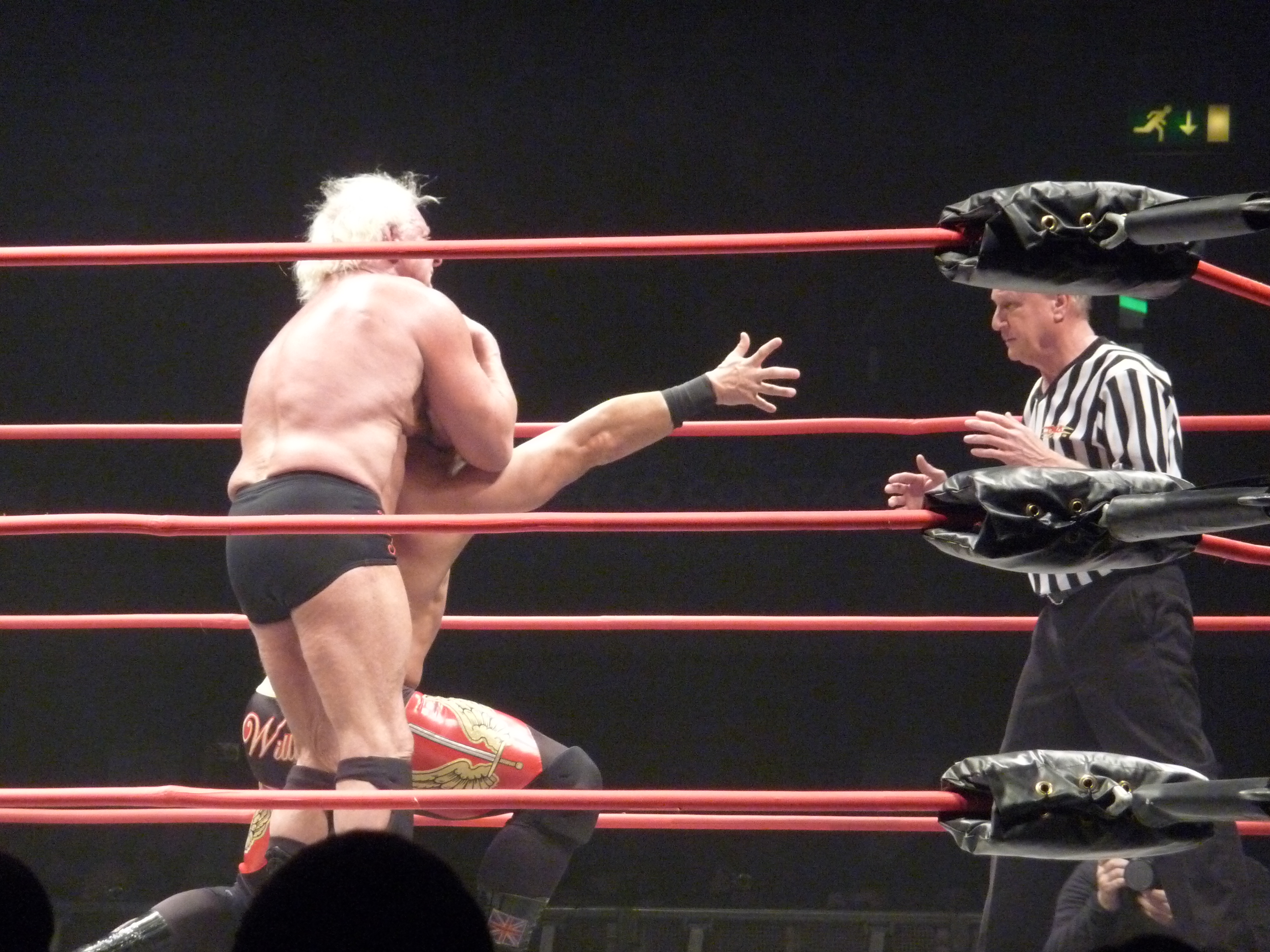
Flair en contra de Douglas Williams en el tour Maximum Wooo! por Europa.

Durante un tiempo que Flair estuvo lesionado a principios de 2011, durante ese tiempo Fortune traicionó a Inmortal, convirtiéndose en un grupo face. Flair regresó el 17 de febrero prometiendo que volvería a unir a los 2 grupos, sin embargo abandono Fortune luego que traicionara a A.J. Styles mientras luchaba con Matt Hardy quedándose en Inmortal. Posterior a esto se convirtió en mánager de Matt Hardy durante su feudo con Styles. El 17 de abril en Lockdown, Inmortal (Flair, Bully Ray, Abyss y Matt Hardy) se enfrentó a Fortune (Kazarian, Robert Roode, James Storm y Daniels) siendo derrotados luego de la interferencia de A.J. Styles. Aquella lucha fue usada para sacar a Flair de la televisión, ya que la semana siguiente estaba previsto a someterse a una cirugía para su tendón desgarrado, sin embargo, Flair finalmente decidió no realizar la cirugía que habría requerido seis meses de rehabilitación. Flair regresó a la televisión en un papel no luchador en la edición del 12 de mayo de iMPACT!. Flair no aparecería otra vez por tres meses, hasta hacer su regreso el 18 de agosto en Impact Wrestling encarando a su antiguo rival Sting y desafiandolo a una lucha más donde si perdía Sting se tendría que retirar de la lucha libre, mientras que si Flair perdía, Sting podría enfrentar a Hogan. El 15 de septiembre, Flair se enfrentó a Sting, siendo derrotado. Durante este combate, se lesionó el codo, lo que le mantuvo inactivo hasta Bound for Glory, donde fue el mánager de Hogan en su combate contra Sting. En mayo de 2012, trató de acabar su contrato con la TNA para ir con la WWE, lo que llevó a la TNA demandar a la WWE. A principios de junio, cesó su contrato con la TNA.

### Regreso en la WWE (2012-2021)
Después de dos años, regresó a la WWE en el episodio de Raw del 17 de diciembre para presentar el Slammy Award a la Superstar del año y otorgarle el premio a John Cena, quien le cedió el premio al propio Flair. Sin embargo, fue interrumpido por el campeón de la WWE CM Punk, comenzando una discusión que acabó en un combate. Sin embargo, fue atacado por The Shield (Dean Ambrose, Roman Reigns y Seth Rollins) hasta que fue rescatado por Ryback y Team Hell No (Kane & Daniel Bryan). En RAW el 14 de enero hizo un segmento de MIZ TV junto a The Miz pero Antonio Cesaro los interrumpió y cuando le iba a aplicar su clásico Figure-4 a Cesaro le dio la oportunindad de que se lo aplicara The Miz. El 6 de enero de 2014 apareció en RAW Old School, teniendo una confrontación con el campeón de la WWE Randy Orton y, el 19 de enero apareció en el cumpleaños de Hulk Hogan donde fue noqueado por Big Show.
Flair reapareció en el episodio de RAW después de Summerslam, donde confrontó a Jon Stewart por haberse entrometido en el encuentro de Seth Rollins y John Cena en Summerslam donde posteriormente presenció el ataque de Cena contra Stewart. Nuevamente apareció en Night of Champions celebrando la victoria de su hija Charlotte como Campeona de las Divas de la WWE. La noche siguiente en Raw, celebró con su hija Charlotte en compañía de Becky Lynch y Paige donde esta última cambió a heel al insultar a Charlotte, a Becky y a todas las Divas.

#### 2016-2021
Desde que acompaña a su hija Charlotte a todas sus luchas, suele interferir en todas ellas, incluso en WrestleMania 32 donde gracias a que impidió a Sasha Banks a entrar al ring, Charlotte ganó el Campeonato Femenino de la WWE tras hacer sumisión a Becky Lynch. El 11 de abril en Raw, interfirió en la lucha de Charlotte contra Natalya por el Campeonato Femenino de la WWE donde sacó al árbitro para que Natalya no ganara. En Payback, estuvo junto a su hija Charlotte en su lucha contra Natalya (quien estaba acompañada por Bret Hart). Terminada la lucha, fue atacado por Bret Hart, quien le aplicó un Sharpshooter a Flair mientras que Natalya se lo aplicaba también a Charlotte. Al día siguiente, trataron de aclarar el incidente que pasó en Payback pero Natalya atacó a Charlotte y le aplicó un Sharpshooter a Flair. Tras esto, Stephanie McMahon determinó una nueva lucha entre Charlotte y Natalya en Extreme Rules, pero Ric Flair estaba prohibido de ingresar. En Extreme Rules, apareció al final de la lucha entre Charlotte y Natalya, celebrando con Dana Brooke y Charlotte. Al día siguiente en Raw, fue insultado por su hija Charlotte, al ver que muchas de sus luchas fueron ganadas por intervención de Ric. Tras esto, no volvió a aparecer en la WWE.
El 28 de noviembre en Raw, reapareció durante la victoria de Sasha Banks sobre Charlotte, sólo para felicitar y abrazar a Banks, pasando a Face.
Una semana más tarde reapareció en Raw para reencontrarse con su hija Charlotte, ya que se disculparía con él en el evento estelar, solo para terminar siendo abofeteado y humillado, saliendo Sasha a su defensa pero terminó con Charlotte atacándola hasta dejarla tirada bajo el ring.
El 18 de junio de 2017 durante el PPV de la WWE Money In The Bank, hizo su aparición en primera fila junto a otros cuatro miembros del Salón de la Fama de la WWE.
Reapareció el 25 de febrero de 2019 en Raw ya que iba a ser festejado con motivo de su cumpleaños n⁰ 70, pero fue atacado en backstage por Batista justo cuando se disponía a salir al ring para festejar junto a otras grandes leyendas de la empresa. Esto último con el objetivo de llamar la atención de Triple H, quien en aquel momento se encontraba en el ring esperando a Flair para celebrar. 
El 4 de enero de 2021 Flair interviene y traiciona a su hija, aliándose con Lacey Evans con quien después tendría un hijo.
El 2 de agosto del 2021 fue despedido de la WWE en la quinta ronda de despidos en lo que va del año, debido a los efectos por la Pandemia por COVID-19.

### Vida posterior
El 14 de agosto de 2021, Flair hizo una aparición especial en Triplemanía XXIX como second de Andrade El Ídolo contra Kenny Omega por el Megacampeonato de AAA.
El 29 de agosto de 2021, Flair regresó a la NWA en NWA 73. Fue su primera aparición en la NWA desde 2008, cuando fue incluido en el Salón de la Fama de la NWA. En NWA 73, Flair agradeció a la NWA y la WWE por varios momentos memorables y destacó la importancia de tener varias empresas en la industria.
El 16 de mayo del 2022, se anunció que Flair lucharía en su último combate el 31 de julio en Nashville, llamado Ric Flair's Last Match, y finalmente se retiraría después de casi cinco décadas en el ring. El 18 de julio se anunció que Flair haría equipo con su yerno Andrade El Ídolo contra Jeff Jarrett y Jay Lethal.  Como parte de la promoción que preparó el combate, Lethal atacó a Flair por haber quedado fuera de la cartelera del combate. Jarrett inicialmente intentó ayudar a Flair, pero lo atacó después de que lo rechazó y usó malas palabras contra su familia. Flair y Andrade ganarían el encuentro.
Más tarde, Flair confirmó que se había desmayado dos veces durante la última lucha y lamentó haber anunciado que sería su última lucha.  Unos días después, acompañó a Andrade durante su combate contra Carlito en el show del 49° Aniversario de la WWC celebrado el 6 de agosto de 2022. Flair intentó interferir antes de empujar a Primo Colón cuando intentaba detenerlo, lo que provocó que Carlos Colón lo atacara y lo obligara. a huir. Andrade perdería el encuentro.
Durante las celebraciones por el 50 aniversario de su debut en la lucha libre profesional el 26 de septiembre de 2022, Flair anunció que nunca se retiraría. Sin embargo, en enero de 2023 declaró que no quería volver a luchar aparte de querer rehacer el último combate.
En el episodio del 25 de octubre de 2023 de AEW Dynamite, Flair, en su primera aparición en TBS desde el episodio del 31 de mayo de 2000 de Thunder, apareció como un "regalo" del cofundador de All Elite Wrestling, Tony Khan, a Sting por su próximo retiro de los cuadriláteros. Ambos hombres lucharon previamente en el episodio final de Monday Nitro el 26 de marzo de 2001, antes de su venta a WWE, completado a inicios del 2002.

## Carrera como actor
También tiene una carrera como actor en múltiples programas televisivos. Entre ellos, destaca un episodio de Guardianes de la Bahía en donde se interpretó a sí mismo junto a Hulk Hogan. También apareció en un episodio del programa televisivo de Hulk Hogan conocido como Hogan Knows Best transmitido por la cadena televisiva VH1.
También la película You Don't Mess with the Zohan hizo su presentación como un cameo. También se destaca su aparición en la serie animada Uncle Grandpa en el episodio "La Historia de las Luchas", donde se interpreta a sí mismo. De igual forma, se destaca su aparición en los videos musicales, “Chambea” de Bad Bunny y “Ric Flair Drip” de 21 Savage, Offset y Metro Boomin.

## Vida personal
Flair se casó con su primera esposa, Leslie Goodman, el 28 de agosto de 1971. Tuvieron dos hijos, Megan y David, antes de divorciarse en 1983 después de doce años de matrimonio. El 27 de agosto de 1983 se casó con su segunda esposa, Elizabeth Harrell, con quien procreó otros dos hijos; Ashley y Reid. Flair y Beth se divorciaron en 2006 después de casi 23 años de matrimonio. El 27 de mayo de 2006, Flair se casó con su tercera esposa, Tiffany VanDemark, una competidora de fitness. En 2008, Tiffany solicitó el divorcio, que finalizó en 2009. El 11 de noviembre de ese año, Flair se casó con su cuarta esposa, Jacqueline "Jackie" Beems, en Charlotte, Carolina del Norte. En 2012, Flair solicitó el divorcio de Beems, que finalizó en 2014. El 12 de septiembre de 2018, tuvo su quinto matrimonio; con Wendy Barlow en un resort en Florida. El 31 de enero de 2022, Flair anunció que él y Barlow se habían separado, aunque se reconciliaron desde mayo del mismo año.
Tres de sus cuatro hijos fueron luchadores profesionales como él. David trabajó para la World Championship Wrestling (WCW) de 1999 a 2001, cuando su padre era una de las estrellas del roster. Reid, quien firmó un contrato de desarrollo con la WWE a fines de 2007, fue un consumado luchador de la escuela secundaria e hizo varias apariciones en la televisión de la WCW junto con sus dos hermanas. Ashley firmaría con la WWE en mayo de 2012, bajo el nombre de Charlotte, convirtiéndose años más tarde en una de las mejores luchadoras de la industria e incluso el mismo Ric la acompañó en etapa inicial.
En 2004, Flair se convirtió en abuelo a la edad de 55 años, cuando Megan dio a luz a su primera hija, una niña llamada Morgan Lee Ketzner el 9 de mayo. El 29 de marzo de 2013, sufriría la muerte de Reid cuando este fue víctima de una sobredosis.

### Política
Un crítico de la política estadounidense, Flair ha apoyado durante mucho tiempo a los candidatos republicanos en Carolina del Norte, incluso tuvo la posibilidad de postularse para gobernador de ese estado en 2000, pero nunca presentó los documentos.
En las elecciones presidenciales de 2008, Flair declaró su apoyo al candidato presidencial republicano Mike Huckabee. "[Huckabee] es una persona de calidad, hecha a sí misma, un gran hombre de familia y tiene una gran visión de nuestro país. Y estoy aquí para entusiasmar a la multitud", añadió. También respaldó a Ted Cruz durante las elecciones presidenciales de 2016.
Flair anunció en 2016 que se postulaba para presidente, con el rapero Waka Flocka Flame como su compañero de fórmula. Sin embargo, no presentó una Declaración de Candidatura (Formulario FEC 2).

## Controversias
Tanto en su carrera como luchador como en su vida cotidiana, Ric Flair ha lidiado con una serie de polémicas debidas en gran parte a su arrogancia y extrovertida personalidad. La mayoría de estas han sido conflictos en backstage con otros colegas, en especial en su etapa en WCW, donde fue uno de los acusados de querer sabotear el impulso de luchadores más jóvenes que él.

### Incidentes legales
En diciembre de 2005, un juez emitió órdenes de arresto contra Flair después de un incidente de ira en la carretera que tuvo lugar en Charlotte, en el que supuestamente salió de su automóvil, agarró a un automovilista por el cuello y dañó su vehículo. Flair fue acusado de dos delitos menores, lesiones a la propiedad personal y agresión y agresión simples.
Highspots Inc. afirmó que Flair les había dado el cinturón del Campeonato Mundial Peso Pesado de la NWA como garantía del préstamo. En mayo de 2011 se emitió una orden de arresto contra Flair por desacato al tribunal por violar los términos de su acuerdo con Highspots. Si Flair no hubiera cumplido, podría haber enfrentado 90 días en la cárcel. El 25 de junio, Highspots emitió un comunicado en su página oficial de Facebook indicando que alguien había pagado las deudas de Flair.

### Plane Ride from Hell
El 4 de mayo de 2002, después del evento Insurrextion realizado en Reino Unido, Flair sería uno de los protagonistas del famoso Vuelo del Infierno, donde luchadores y otros trabajadores causaban un revuelo en el avión que iba de regreso a los Estados Unidos. En aquella tarde, Flair fue acusado de usar su característica bata de lucha mientras estaba desnudo y obligar a una azafata, Heidi Doyle, a tocar su pene; más tarde Doyle demandaría a la WWE. El caso se resolvió extrajudicialmente; sin embargo, Flair no enfrentó ningún castigo por parte de WWE. Numerosas personas que estaban en el vuelo en ese momento, incluidos Tommy Dreamer y Jim Ross, hablaron sobre el incidente en un episodio dedicado a este en la serie documental canadiense Dark Side of the Ring en 2021. Después de que el episodio salió al aire, Flair emitió un comunicado negando las acusaciones. También fue eliminado de la firma de introducción de la WWE después.

### Conflicto con Becky Lynch
En septiembre de 2019, Flair amenazó con emprender acciones legales contra la WWE y presentó una marca comercial para el término "The Man", que la luchadora irlandesa Becky Lynch utilizaba como apodo luchístico. Las amenazas de acciones legales provocaron una ruptura entre Flair y su hija Charlotte, quien tanto dentro como fuera de cámaras estaba peleada con Lynch desde el año anterior. Lynch respondió a las acciones afirmando que todavía le gustaba y respetaba a Flair. Flair transfirió los derechos del sobrenombre y gimmick de "The Man" a WWE en mayo de 2020. Los términos de la transferencia no se revelaron. Posteriormente en 2021, Flair comenzó una nueva disputa con Lynch, acusándola de usar el sobrenombre sin su permiso explícito, pero se resolvió en enero de 2023 tras una disculpa.

## Campeonatos y logros
- National Wrestling Alliance

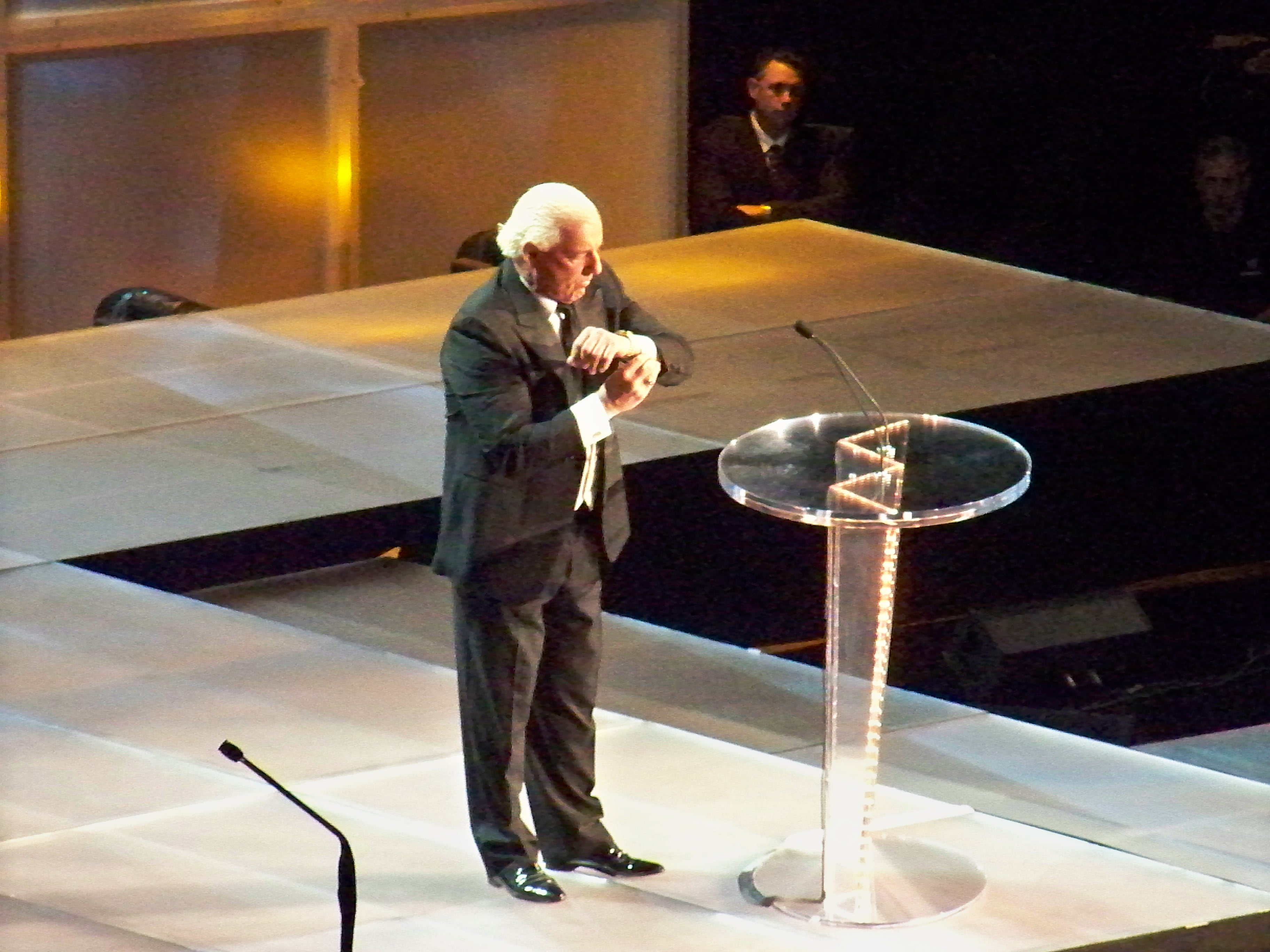
Flair en el WWE Hall of Fame 2008.

  - NWA World Heavyweight Championship  (12veces)
  - NWA World Tag Team Championship (3 veces) - con Greg Valentine (2) y Blackjack Mulligan (1)
  - NWA United States Heavyweight Championship (5 veces)
  - NWA Mid-Atlantic Heavyweight Championship (4 veces)
  - NWA Mid-Atlantic Tag Team Championship (3 veces) - con Rip Hawk (1), Greg Valentine (1) y Big John Studd (1)
  - NWA Mid-Atlantic Television Championship (2 veces)
  - NWA Missouri Heavyweight Championship (1 vez)

- World Championship Wrestling
  - WCW World Heavyweight Championship (7 veces)
  - WCW International World Heavyweight Championship (2 veces)
  - WCW United States Heavyweight Championship (1 vez)
  - Triple Crown Championship (Primero)

- World Wrestling Federation/Entertainment/WWE
  - WWE Hall of Fame (2008 y 2012 por ser miembro de The Four Horsemen.)
  - WWF Championship (2 veces)
  - WWE Intercontinental Championship (1 vez)
  - World Tag Team Championship (3 veces) - con Batista (2) y Roddy Piper (1)
  - Royal Rumble (1992)
  - Triple Crown Championship (decimotercero)
  - Slammy Award for Match of the Year (2008) vs. Shawn Michaels at WrestleMania XXIV

- Pro Wrestling Illustrated
  - Luchador del año (1981)[48]
  - Luchador del año (1984)[49]
  - Luchador del año (1985)[50]
  - Luchador del año (1986)[51]
  - Luchador del año (1989)[52]
  - Luchador del año (1992)[53]
  - Lucha del año (2008) vs. Shawn Michaels (WrestleMania XXIV, 30 de marzo)
  - PWI Luchador más inspirador - 2008
  - PWI Premio Stanley Weston - 2008
  - 1975 PWI Novato del año
  - 1978 PWI Luchador más odiado del año
  - 1983 PWI Lucha del año vs. Harley Race, el 10 de junio de 1983
  - 1984 Combate del año vs. Kerry Von Erich, el 6 de mayo de 1984
  - 1986 Lucha del año vs. Dusty Rhodes, en The Great American Bash, el 26 de julio de 1986
  - 1987 Luchador más Odiado
  - 1987 Feudo del año vs. The Four Horsemen vs. Super Powers vs. The Road Warriors
  - 1988 Feudo del año vs. Lex Luger
  - 1989 Lucha del año vs. Ricky Steamboat, en Wrestle War, el 7 de mayo de 1989
  - 1989 Feudo del año vs. Terry Funk
  - 1990 Feudo del año vs. Lex Luger
  - Situado en el Nº19 en los PWI 500 del 2008[54]
  - Situado en el #2 de los 500 mejores luchadores de los "PWI Years" en 2003.

- Wrestling Observer Newsletter
  - Miembro del WON Hall of Fame (1996)
  - Luchador del Año, renombrado Trofeo Lou Thesz/Ric Flair, en parte de su honor
  - Luchador más carismático - 1980
  - Luchador del año - 1982
  - Luchador más carismático - 1982 (junto con Dusty Rhodes)
  - Luchador del año - 1983
  - Luchador más carismático - 1983
  - Lucha del año - 1983 vs. Harley Race
  - Luchador del año - 1984
  - Luchador más carismático - 1984
  - Luchador del año - 1985
  - Luchador del año - 1986
  - WON Luchador más destacado - 1986
  - WON Luchador más destacado - 1987
  - WON Luchador más destacado - 1989
  - Lucha del año - 1986 vs. Barry Windham
  - Combate 5 Estrellas: vs. Barry Windham, 11 de abril de 1987 en NWA World Wide Wrestling)
  - Lucha del año - 1988 vs. Sting
  - Luchador del año -1989
  - Feudo del año - 1989 vs. Terry Funk
  - Lucha del año - 1989 vs Ricky Steamboat
  - Combate 5 Estrellas: vs. Ricky Steamboat, 20 de febrero de 1989 en NWA Chi-Town Rumble
  - Combate 6 Estrellas: vs. Ricky Steamboat, 18 de marzo de 1989 en WCW House Show
  - Combate 5 Estrellas: vs. Ricky Steamboat, 2 de abril de 1989 en NWA Clash of the Champions VI)
  - Combate 5 Estrellas: vs. Ricky Steamboat, 7 de mayo de 1989 en NWA Wrestle War '89
  - Combate 5 Estrellas: vs. Terry Funk, 15 de noviembre de 1989 en un "I Quit" Match, NWA Clash of the Champions IX
  - Luchador de la Década - 1980's
  - Luchador del año - 1990
  - Mejor Heel - 1990
  - Mejor Entrevista - 1991
  - Combate 5 Estrellas: con Larry Zbyszko, Barry Windham & Sid Vicious vs. Sting, Brian Pillman, Rick Steiner & Scott Steiner, 24 de febrero de 1991 en WarGames Match, WCW Wrestle War '91
  - Luchador del año - 1992
  - Mejor Entrevista -1992
  - Luchador más carismático - 1993
  - Mejor Entrevista - 1994
  - Leyenda - 2008
  - Luchador más querido - 2008
  - Situado en Nº2 del WON Mejor en entrevistas de la década (2000–2009)[55]
  - Situado en Nº13 del WON Luchador más carismático de la década (2000–2009)[55]